# Opmaaktaal

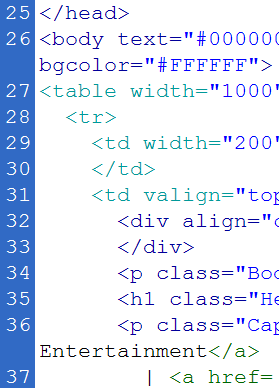
Een fragmentje van een document geschreven in de tekstmarkeertaal HTML

Een tekstmarkeertaal, kortweg markeertaal of markuptaal, Engels: markup language, is een computertaal om tekstdocumenten te voorzien van aanwijzingen ten behoeve van de softwarematige verwerking. De aanwijzingen worden daarbij in de tekst ingevoegd. Als de aanwijzingen instructies zijn voor de opmaak (weergave) van de tekst, spreekt men van een opmaaktaal.

## Kenmerken
De weer te geven tekst wordt afgewisseld met speciale markeringselementen, die in geval van een opmaaktaal beschrijven hoe de tekst moet worden opgemaakt, en hoe ander materiaal, zoals een afbeelding, wordt ingevoegd; de inhoud van dat andere materiaal wordt vaak niet beschreven.
Als de volledige inhoud van de pagina wordt beschreven, inclusief tekeningen en afbeeldingen, spreekt men van een paginabeschrijvingstaal.
In geval van structurele markup beschrijven de markeringselementen alleen hoe de tekst bestaat uit verschillende soorten onderdelen; vervolgens kan apart worden beschreven hoe die onderdelen moeten worden opgemaakt. 

## Enkele voorbeelden
- HTML beschrijft webpagina's
- CSS beschrijft de opmaak van webpagina's, en staat aldus structurele markup toe bij het gebruik van HTML
- Markdown wordt gebruikt voor de opmaak van projectdocumentatie
- VRML beschrijft driedimensionale objecten
- WML beschrijft pagina's op mobiele telefoons en aanverwante apparaten
- SGML en XML zijn meta-talen voor gestructureerde gegevens
- SMIL beschrijft multimedia-presentaties
- TeX en LaTeX worden gebruikt voor documenten, vooral wetenschappelijke artikelen waarin wiskundige formules nodig zijn
- GML is een semantische markuptaal voor documenten gebruikt op computers van IBM
- AIML, ontwikkeling op basis van XML
- Wikitext is de markuptaal (de 'broncode') van een Wikipedia-pagina

## Geschiedenis
Historisch gezien hebben markeertalen zich uit opmaaktalen ontwikkeld. Technieken voor het beschrijven van markeertalen zijn vervolgens toegepast voor het beschrijven van allerlei soorten documentformaten.

### Oorsprong van de opmaaktalen
Het concept van de opmaaktaal is afkomstig uit de uitgeverswereld, waar manuscripten van opmaakinstructies voor de drukker werden voorzien. Al voor de computer zijn intrede deed werden daarvoor notatieconventies gebruikt, die werden toegepast op de manuscripten zoals ze circuleerden tussen auteurs, redacteurs en drukkers.

### Regelgeoriënteerde opmaaktalen
In de jaren 60, 70 en 80 van de vorige eeuw werd het interpreteren van opmaakinstructies steeds meer aan computers overgelaten. Speciale documentopmaaksoftware ontstond, waarmee een auteur zelf, zonder tussenkomst van een opmaakspecialist, opgemaakte documenten kon produceren. De invoer voor deze systemen was tekstuele opmaaktaal, die de auteur direct in moest tikken. Deze talen werden in de loop van de tijd steeds onafhankelijker van specifieke afdrukapparatuur en van releases van de opmaaksoftware. Krachtige macro-faciliteiten konden worden gebruikt om bibliotheken te bouwen voor het implementeren van opmaakconventies, en om logische structuur van concrete presentatie te scheiden.
Voorbeelden van dergelijke talen, tegelijk ook de namen van de verwerkende software:
- SCRIPT voor de IBM 370
- troff/nroff voor Unix
- TeX

Ook in de jaren 80 was dit nog de dominante vorm van tekstverwerking. Een bekend voorbeeld:
- WordPerfect

In SCRIPT en troff moest bovendien markup altijd aan het begin van de regel staan, zoals dit
SCRIPT-voorbeeld laat zien:
```
 Zoals eerder gezegd kan naast een stamwoord een
 .us -ing
 .ct -derivatie voorkomen.
 Er is dan wel sprake van betekenisverschil. Het stamwoord vormt dan een
 concretum, bv.
 .us 'leer', en de afleiding op
 .ct .us -ing
 .ct het abstractum, bv.
 .us 'lering',
 .ct en vervult als zodanig de rol van nomen actionis (volgens deze redenering
 komen er dan ook geen nomina actionis op
 .us -ing
 .ct in de volkstaal voor).

```

### Wysiwyg tekstverwerking
Inmiddels kreeg de doorsnee computergebruiker toegang tot grafische beeldschermen en directe manipulatie met de muis. Hierdoor werd wysiwyg tekstverwerking mogelijk: daarbij toont de software op het beeldscherm een benadering van het opgemaakte document, waarin de gebruiker direct kan wijzigen. Een voorbeeld van zo'n systeem is Microsoft Word.
Het documentformaat van dergelijke software heeft dezelfde functie als een opmaaktaal, maar de gebruiker heeft er geen direct contact mee. Vaak is het een binair formaat.

### HTML
Eind jaren 80 verbeterde de beeldkwaliteit voor professionele computergebruikers zozeer dat het elektronisch lezen van documenten gebruikelijk werd. Dit leidde tot hypertext: verzamelingen tekstdocumenten voorzien van doorklikbare koppelingen (hyperlinks). Tegelijk werden computernetwerken zo algemeen dat deze verzamelingen verspreid konden zijn over verschillende computers. Dit resulteerde begin jaren 90 in de opkomst van het World Wide Web, een verzameling technische afspraken voor het opzetten van zulke verzamelingen. Een onderdeel daarvan is de opmaaktaal HTML.
Een voorbeeldje van HTML:
```
 
<h1 id="Anatidae">Anatidae</h1> 
  <p>
  Tot de familie <i>Anatidae</i> behoren de eenden, ganzen en zwanen,
  maar <em>niet</em> de nauw verwante <a href="#Anhimidae">hoenderkoeten</a>.
  </p>
  
```

We zien speciale aanwijzingen (tags) die in paren om de eigenlijke tekst heen staan, en aldus een boomstructuur definiëren.
- Het "i"-element is een voorbeeld van presentatieopmaak. Het specificeert dat de omsloten tekst cursief moet worden, in plaats van een meer abstracte beschrijving te geven.
- De elementen "h1", "p" en "em" zijn voorbeelden van structurele opmaak: ze beschrijven de rol van de omsloten tekst in relatie tot het geheel. Specifieker: "h1" betekent "dit is een kopje op het eerste niveau", "p" betekent "dit is een alinea", en "em" betekent "dit stuk is benadrukt". Opmaaksoftware kan vervolgens algemene opmaakregels hanteren om bepaalde soorten tekst op een bepaalde manier weer te geven. Bovendien kan er ook een ander soort gebruik van worden gemaakt, bijvoorbeeld bij het genereren van een inhoudsopgave of zoeksysteem.
- Het "a"-element geeft een koppeling (hyperlink) aan; het "id"-attribuut geeft een mogelijk eindpunt van een koppeling aan.

Naast gewone hyperlinks ondersteunt HTML het invullen van formulieren en het klikken in afbeeldingen. Voor meer gecompliceerde interactie kan bijvoorbeeld een scripttaal worden ingebed; hiervoor wordt meestal JavaScript gebruikt.

### Gebruikersinterface-opmaaktalen
Een elektronische hypertekst, zoals HTML die kan beschrijven, is een beperkte vorm van de grafische gebruikersinterface voor computerapplicaties. Deze heeft zich in de loop van de jaren 80 en 90 gestandaardiseerd op een tamelijk vast repertoire aan grafische elementen. De details verschillen echter nog steeds per softwarebibliotheek.
Sommige van deze bibliotheken gebruiken voor de beschrijving van deze interfaces een markeertaal, bijvoorbeeld:
- XUL, voor Mozilla-applicaties
- XAML, voor WPF-applicaties

### Markeertalen voor andere toepassingsgebieden
Naast het fraai opmaken van een document voor menselijke consumptie zijn er allerlei andere toepassingen van elektronisch opgeslagen documenten. Zulke toepassingen bedienen zich meestal van specifieke soorten documenten. Het ligt dan voor de hand om de voor de toepassing relevante structuren en eigenschappen aan te geven in een speciaal op de toepassing toegesneden markeertaal. Voorbeelden van dergelijke talen:
- RSS en Atom voor nieuwsaggregatie
- SMIL voor multimedia-opmaak
- Virtual Reality Markup Language (VRML) voor de beschrijving van driedimensionale objecten.

De mate waarin dergelijke documenten nog beschouwd kunnen worden als leesbare lopende tekst met toegevoegde markeringen verschilt per toepassing.

### Gegeneraliseerde markup, SGML en XML
Al snel na de invoering van SCRIPT werd bij de maker, IBM, de wenselijkheid geconstateerd van structurele markup boven presentatiespecifieke. Dit leidde in 1969 tot de ontwikkeling van GML, een verzameling markup-instructies specifiek voor structurele markup. Ook werd de noodzaak van toepassingsspecifieke markup ingezien.
Dit leidde begin jaren 80 tot de ontwikkeling van SGML, de Standard Generalized Markup Language. SGML is in feite geen markeertaal, maar een verzameling technieken om markeertalen te beschrijven, in het bijzonder de syntaxis. Een markeertaal beschreven in SGML wordt een toepassing van SGML genoemd. Elke SGML-applicatie heeft dezelfde lexicale en syntactische structuur; toepassingen verschillen in hun contextvrije grammatica, die de gebruikte termen en hun syntactische combinatie definieert. In SGML wordt deze grammatica gedefinieerd met een DTD.
Het uitgangspunt is dat taalontwerpers meestal alleen zijn geïnteresseerd in het fixeren van een vocabulaire van termen en het bepalen van de soorten boom- of graafstructuren die daarmee gebouwd kunnen worden; de afbeelding van die bomen of grafen op tekenreeksen mag op een vaste manier gebeuren.
SGML is veel gebruikt. Bekende en nog steeds veel gebruikte toepassingen zijn:
- DocBook, ontwikkeld voor de documentatie van het Amerikaanse ministerie van Defensie)
- TEI, het Text Encoding Initiative,[1] ontwikkeld voor tekstopmaak in de sociale wetenschappen

Bezwaren tegen SGML van allerlei aard leidden in 1995 tot de ontwikkeling van XML ("eXtended markup Language"). XML is in wezen een gemoderniseerde en sterk vereenvoudigde versie van SGML. Allerlei aanvullende talen voor het gebruik van XML, zoals XSLT en XML-Schema zijn evenzeer wijd gedragen standaarden geworden als XML zelf.
XML wordt zeer veel gebruikt voor het definiëren van documentformaten en andere gestructureerde tekenreeksen. Sommige XML-toepassingen beschrijven nog steeds lopende tekst in natuurlijke taal die van aanwijzingen is voorzien, bijvoorbeeld:
- TEI en DocBook (de XML-versies)
- XHTML (de XML-versie van HTML)
- WML (tekst voor op een mobiele telefoon met WAP)

Voor de meeste toepassingen geldt dat niet, bijvoorbeeld
- XML Schema, XSLT, XQuery, RELAX-NG
- RDF, RSS, ATOM
- SOAP, WSDL
- SVG, VRML
- XUL, XAML
- GXL
- MathML

### Semantische markup
Een andere benadering van markup is om werkelijk iets over de betekenis van de tekst in kwestie uit te drukken. Het bovenstaande stukje tekst zou er dan bijvoorbeeld als volgt uit kunnen komen te zien:
```
 
<familie><naam>Anatidae</naam>
  <onderdelen>
  Tot de familie <familie href="Anatidae"/> behoren de eenden, ganzen en zwanen,
  maar <em>niet</em> de nauw verwante <soort lang="nl" href="Anhimidae"/>.
  </onderdelen>
  </familie>
  
```

Zulke zogenaamde semantische markup beschrijft geen algemene voor software herkenbare structuren en eigenschappen, maar structuren en eigenschappen van zaken in de werkelijke wereld. Het idee hierachter is om nog meer dan bij structurele of toepassingsspecifieke markup onafhankelijk te worden van de precieze manieren waarop de software de markup mogelijk gaat toepassen.
Semantische markup is in het algemeen geen succes als de markup nog steeds vermengd is met lopende tekst, wat de mogelijke toepassingen in feite beperkt tot die van structurele markup.
Als er geen sprake is van lopende tekst, zoals in RDF, is er in feite sprake van conceptueel modelleren van stukjes werkelijkheid, iets wat bijvoorbeeld ook voor relationele databases gebeurt.